# Charles Henry Moffet
Dr. Charles Henry Moffet (ook wel Moffet) is een personage in de tv-serie Airwolf. Hij werd gespeeld door acteur David Hemmings.

## Beschrijving
Moffet is een genie, maar ook een sociopaat. Voor de F.I.R.M. (fictief onderdeel van de CIA) ontwerpt en ontwikkelt Moffet een prototype voor een supersonische gevechtshelikopter, met de naam Airwolf. Er worden miljoenen dollars in de ontwikkeling en bouw van deze helikopter gestoken. Tijdens de ontwikkeling van Airwolf is Vietnam-veteraan Stringfellow Hawke (tevens hoofdpersoon in de Airwolf-series) hoofd van de testpiloten. Hawke en Moffet zijn in de pilotafleveringen van Airwolf pas samen te zien bij hun eindconfrontatie.
Bij het naderen van de voltooiing van het Airwolf-prototype, geeft de F.I.R.M. een demonstratie (tevens test) van Airwolf. Moffet is zelf gezagvoerder en vlieger tijdens deze vlucht. Hierbij is ook de sceptische senator William Dietz aanwezig (belanghebbende in de financiering van het Airwolf-project). Hij vindt dat er te veel geld in het project is gaan zitten.
Na de demonstratie is hij echter duidelijk onder de indruk van de mogelijkheden die Airwolf biedt. De senator geeft via de radioverbinding zijn felicitaties door aan de voor hem schijnbaar onbekende dr. Moffet. Maar Moffet wijst Dietz echter op een eerdere confrontatie tussen hen, waar Moffet blijkbaar geen goede herinneringen aan heeft overgehouden.
Moffet gebruikt vervolgens Airwolf om het hele vluchtleidingscentrum te vernietigen. Hierbij komt Dietz om het leven, en raken verschillende F.I.R.M. agenten gewond, waaronder Michael Coldsmith-Briggs III ("Archangel"). Archangel draagt om deze reden in de rest van de Airwolf-serie een ooglap en loopt met een kruk.
Na dit incident vliegen dr. Moffet en zijn bemanning het (enige) Airwolf-prototype naar Libië. De Libische regering geeft gehoor aan Moffets afschuwelijke wensen, in ruil voor de toepassing van Airwolf tegen vijanden van Libië. Op een bepaald moment gebruikt Moffet Airwolf zelfs om een Amerikaans marineschip tot zinken te laten brengen.
Moffet ontmoet een danseres (Gabrielle Ademaur), die in werkelijk een geheim agente van de F.I.R.M. is, met de opdracht Moffet te vinden. Moffet laat haar later alleen in de woestijn achter.
Op datzelfde moment, 'stelen' Stringfellow Hawke en zijn vriend Dominic Santini in opdracht van de F.I.R.M. de Airwolf-helikopter weer terug uit een zwaarbewaakt Libisch paleis, waar de bemanning van Moffet verblijft. Wanneer Hawke en Dominic met Airwolf ontsnappen, komen ze in de woestijn Gabrielle tegen. Hawke had een relatie met haar, maar Gabrielle overleeft Moffets mishandelingen niet. Uit wraak gaat Hawke op zoek naar dr. Moffet, die op dat moment enkele kilometers verderop in de woestijn vluchtende is. Wanneer Hawke en Santini met Airwolf bij Moffet arriveren, doodt Hawke de uitvinder van Airwolf met zijn eigen creatie.
Dr. Moffet heeft voordat hij naar Libië vluchtte, alle ontwerptekeningen en gegevens over Airwolf vernietigt. Het prototype van Airwolf (nu in handen van Hawke en Santini), is daarom de enige op de wereld en zal ook voor altijd het enige exemplaar blijven. Hierdoor wordt de F.I.R.M. geforceerd samen te werken met Hawke en Santini, die de helikopter in eigen handen willen houden, om Airwolf überhaupt nog te kunnen gebruiken.
In een latere episode van Airwolf wordt ontdekt dat dr. Moffet een soort virus in Airwolfs computers heeft ingebouwd (ze noemen het de 'geest van Moffet'). Wanneer Moffet niet persoonlijk om de zoveel tijd een speciale code invoert, zal de computer Airwolf tijdens het vliegen overnemen, waarbij een spoor van verwoesting zal worden aangericht. Hawke en Santini vinden uiteindelijk echter wel een manier om dit virus uit Airwolfs computers te verwijderen.
Ondanks het feit dat Moffet alleen voor komt in de pilot-episodes van Airwolf, valt zijn schaduw als ontwerper van Airwolf over de plot van de rest van de Airwolf episodes.